# Anderson-Eisfälle
Die Anderson-Eisfälle sind ein Gletscherbruch am unteren Ende des Pitkevitch-Gletschers im Norden des ostantarktischen Viktorialands. Die Eisfälle stürzen südöstlich der Atkinson-Kliffs 30 m tief bis in die Somow-See.
Erstmals kartiert wurden sie von der Nordgruppe unter der Leitung des britischen Polarforschers Victor Campbell (1875–1956) bei der Terra-Nova-Expedition (1910–1913). Benannt sind sie vermutlich nach dem Inhaber des Gießereibetriebs John Anderson & Sons aus dem neuseeländischen Lyttelton, einem Unterstützer der Forschungsreise.